# 冯纪忠
冯纪忠（1915年—2009年12月11日），男，河南开封人，中国建筑师和建筑教育家，同济大学建筑与城市规划学院创始人、教授，中国城市规划专业的创始人。同济大学建筑与城市规划学院名誉院长。曾在同济大学创办了中国第一个城市规划专业及风景园林专业。美国建筑师协会会员。

## 生平
1929年进入南洋模范中学初中。1932年进入圣约翰大学附中。1934年进入圣约翰大学学习土木工程，当时同班同学有贝聿铭等。1936年赴奥地利维也纳留学。
1946年回到中国。1952年起，在同济大学建筑系专职任教。1956年与同事一起在同济大学创办了中国第一个城市规划专业。
1955年至1982年，冯纪忠先生担任同济大学建筑系系主任达27年，奠定了同济大学建筑系即现在的建筑与城市规划学院的基础。
2009年12月11日，因肺炎不治，在上海华山医院去世，享年94岁。

## 家族
冯纪忠出身望族，祖父冯汝骙是清朝翰林，清朝最后一任江西巡抚。

## 主要论著
《建筑弦柱——冯纪忠论稿》等

## 主要建筑创作
- 上海松江方塔园
- 方塔园何陋轩
- 武汉同济医学院大楼

## 奖项和荣誉
2008年第一届南方都市报主办的中国建筑传媒奖“终身成就奖”。